# 루카 상가이
루카 상가이 푸엔테스(스페인어: Luca Sangalli Fuentes, 1995년 2월 10일, 바스크 지방 산 세바스티안 ~)는 스페인의 프로 축구 선수로, 현재 FC 카르타헤나에서 공격형 미드필더로 활약하고 있다.

## 클럽 경력
상가이는 바스크 지방 기푸스코아 주 산 세바스티안 출신으로, 고향의 레알 소시에다드 유소년부를 졸업하였고, 2013년에는 UEFA 유스리그에 출전하기도 했다. 그는 2014년 6월 23일에 2군 일원으로 승격되었고, 같은 해 10월 5일에 1-1로 비긴 톨레도와의 세군다 디비시온 B 경기에서 에네코 카피야와 막판에 교체되어 출전하여 성인 무대 신고식을 치렀다.
2015년 10월 3일, 상가이는 3-3으로 비긴 아모레비에타와의 원정 경기에서 두 번 골망을 가르며 성인 무대에서 처음으로 골을 기록했다. 2군 소속으로 붙박이 주전이 된 그는 2017년 5월 26일에 계약 기간을 2019년까지로 연장하였지만, 2017-18 시즌 초반 몇 달을 부상으로 출전하지 못하였다.
2018년 8월 14일, 상가이는 라 리가에 속한 1군 선수단으로 정식 승격하였고, 계약 기간을 2020년까지로 연장하였다. 그의 1군 첫 경기는 8월 31일, 1-2로 패한 에이바르와의 원정 경기로, 선발 출전하였다.
2018년 10월 5일, 그는 3-1로 이긴 아틀레틱 빌바오와의 바스크 더비 원정 경기에서 레알 소시에다드의 2번째 득점이자 자신의 1군 무대 첫 골을 올려 3-1 승리에 일조했다.

## 사생활
상가이의 형 마르코 또한 축구 선수이다. 그의 형은 측면 미드필더로 그도 레알 소시에다드 유소년부 졸업생이다. 상가이 형제는 이탈리아 혈통이다. 그의 친조부는 20세기 중반에 이탈리아에서 산 세바스티안으로 이주하였고, 루카 또한 이탈리아어를 약간 할 줄 안다.
상가이는 공학 학위를 따기도 했다. 그의 외삼촌 미겔 푸엔테스는 전 레알 소시에다드 선수이자 회장이다.